# Nagykapornak
Nagykapornak es un pueblo ubicado en el condado de Zala, Hungría.

## Superficie
Posee una superficie de 24,41 kilómetros cuadrados.

## Demografía
Hasta 2021 la población era de 887 habitantes, con una densidad de población de 36,33 habitantes por kilómetro cuadrado. En 2011 el 90,7% de la población estaba conformada por húngaros y la religión predominante era el catolicismo.